# A1 (автомагистраль, Швейцария)
Автомагистраль А1 — автомобильная дорога в Швейцарии, проходящая с запада на восток: от французской границы на юге до австрийской на севере; через Женеву, Лозанну, Берн, Арау, Цюрих и Санкт-Гален.

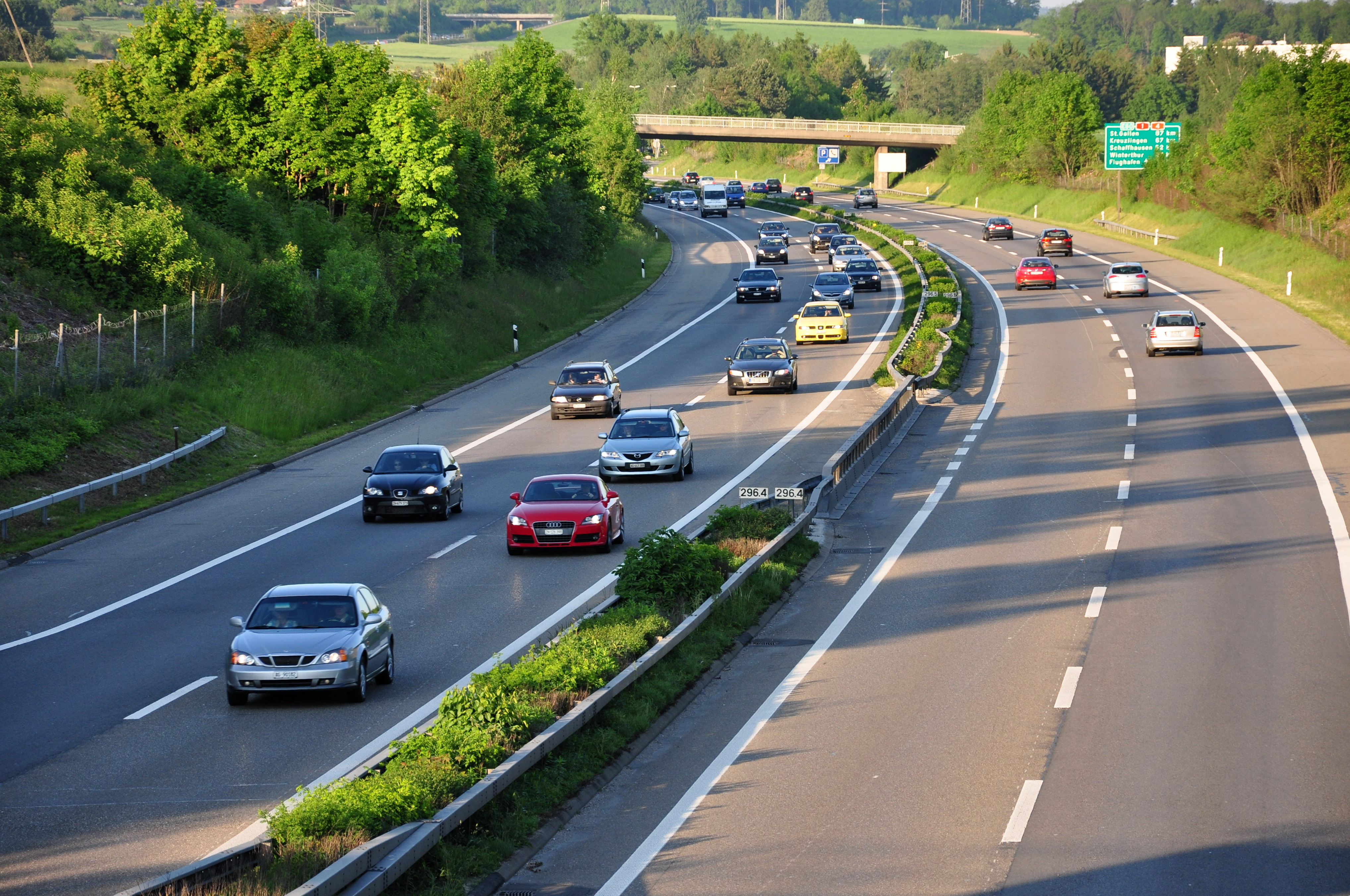
Район Цюриха

Строительство дороги проходило в 1960—2001 годах. Стоимость работ оценивается в 9 млрд швейцарских франков. Первый участок введён в эксплуатацию в 1964 году между Женевой и Лозанной. До перехода на общеевропейское обозначение в 1996 году дорога называлась N1. 
Дорога проходит через территории 9 кантонов Швейцарии: Во (104 км), Берн (57 км), Санкт-Галлен (54 км), Цюрих (52 км), Аргау (47 км), Золотурн (24), Фрибург 22 км), Тургау (12 км) и Женеве (10 км). Дорога на протяжении 326 километров четырёхполосная, на участке 55 километров — шестиполосная. Дорога пересекается с национальным трассами А2, А3, А4 и А9.